# Hilde Krahwinkel Sperling
Hildegard "Hilde" Krahwinkel gift Sperling (26. marts 1908 i Essen, Tyskland - 7. marts 1981 i Helsingborg, Sverige) var en tysk/dansk tennisspiller, som vandt fire Grand Slam titler.
I 1930 var Hilde Krahwinkel i sin første Grand Slam-finalen, da hun sammen med polakken (senere tysk) Daniel Prenn tabte mixed double finalen i Wimbledon til det australsk-amerikanske par Jack Crawford og Elizabeth Ryan. Året efter tabte hun single-finalen mod tyskeren Cilly Aussem i to sæt.
Få uger inden nazisterne overtog magten i Tyskland i 1933, vandt Hilde Krahwinkel sammen med landsmanden Gottfried von Cramm mixed doublen og kom til semifinalen i singlerækken i Wimbledon.
Hun giftede sig i 1933 med den danske advokat og landsholdsspiller i tennis, Svend Sperling, hvorefter hun blev dansk statsborger, hvilket hun forblev til sin død. Giftermålet bragte hende til Danmark. Hun repræsenterede Danmark fra 1934 og stillede op for KB Tennis. Hilde Sperling fejrede sidst i 1930'erne store triumfer på tennisbanen. Året efter hun kom til Danmark blev hun den første danske vinder af en Grand Slam-turnering, da hun vandt den første af sine tre titler i French Open. Modstanderen var alle tre gange franske Simone Mathieu. De tre titler var en tangering af Helen Wills Moody's rekord, der først bliver tangeret igen 55 år senere af jugoslaven Monica Seles. I de officielle annaler opgiver de franske arrangører stadig Hilde Sperlings nationalitet som tysk.
Hilde Sperling vandt i perioden 1932-1944 51 danske mesterskaber 18 i damesingle, 18 i damedouble og 15 i mixed double. To gange, 1932 og 1933, vandt hun mixed doublen med sin mand Svend Sperling. Hun var 1932-1939 fem gange tysk mester i damesingle, to gange i damedouble og tre gange i mixed double. De Skandinaviske mesterskaber vandt hun fem gange i damesingle, fire gange i damedouble og en gang i mixed double. Hun stoppede karrieren i 1952 som 44-årig og blev noteret for i alt 123 turneringssejre.
Hilde Sperling var i de senere år af sit liv en hengiven og dygtig golfspiller.

## Grand Slam finaler

### Singel

#### Titler
| År   | Mesterskab  | Finalmodstander | Resultat |
| 1935 | French Open | Simone Mathieu  | 6-2, 6-1 |
| 1936 | French Open | Simone Mathieu  | 6-3, 6-4 |
| 1937 | French Open | Simone Mathieu  | 6-2, 6-4 |

#### Finalenederlag
| År   | Mesterskab              | Finalmodstander   | Resultat      |
| 1931 | Wimbledon Championships | Cilly Aussem      | 6-2, 7-5      |
| 1936 | Wimbledon Championships | Helen Hull Jacobs | 6-2, 4-6, 7-5 |

### Double

#### Titler
| År   | Mesterskab              | Disiplin     | Medspiller          | Finalmodstander                | Resultat |
| 1933 | Wimbledon Championships | Mixed double | Gottfried von Cramm | Norman Farquharson Mary Heeley | 7–5, 8–6 |

#### Finalenederlag
| År   | Mesterskab              | Disiplin     | Medspiller     | Finalmodstander                      | Resultat      |
| 1935 | French Open             | Damedouble   | Ida Adamoff    | Margaret Scriven-Vivian Kay Stammers | 6-4, 6-0      |
| 1935 | Wimbledon Championships | Damedouble   | Simone Mathieu | Harry Hopman Nell Hall Hopman        | 7–5, 4–6, 6–2 |
| 1930 | Wimbledon Championships | Mixed double | Daniel Prenn   | Jack Crawford Elizabeth Ryan         | 6–1, 6–3      |

## Nationale resultater

### Danmarksmesterskaber
Hilde Sperling vandt 51 individuelle Danmarksmesterskaber i tennis i perioden fra 1932 til 1944, heraf 18 i single, 18 i damedouble og 15 i mixed double, og hun er nr. 2 på listen over spillere med flest individuelle DM-titler i historien – kun overgået af Vera Johansen med 53 titler. Hun er til gengæld indehaver af rekorderne for flest DM-titler indendørs i både damesingle (12 titler) og mixed double (10 titler).
- Udendørs-DM i tennis
  - Damesingle
    -  Guld (6): 1937, 1938, 1939, 1940, 1942, 1944.

  - Damedouble
    -  Guld (6): 1937, 1938, 1939, 1940 (m. Else Hollis/Prochownik), 1942, 1944 (m. Johanne Louise Gleerup).

  - Mixed double
    -  Guld (5): 1937, 1938, 1939, 1940, 1942 (m. Anker Jacobsen).

- Indendørs-DM i tennis
  - Damesingle
    -  Guld (12): 1932, 1933, 1934, 1935, 1936, 1937, 1938, 1939, 1940, 1941, 1942, 1944.

  - Damedouble
    -  Guld (12): 1932 (m. Anna Peitz), 1933 (m. Inga Sperling), 1934, 1935 (m. Marlis Horn), 1936 (m. Gudrun Villemoes), 1937, 1938, 1939, 1940, 1941, 1942 (m. Else Hollis/Prochownik), 1944 (m. Johanne Louise Gleerup).

  - Mixed double
    -  Guld (10): 1932, 1933 (m. Svend Sperling), 1934 (m. Gottfried von Cramm), 1935 (m. Marcel Bernard), 1936, 1937, 1938, 1939, 1940, 1941, 1942, 1944 (m. Anker Jacobsen).